# Veš šatní
Veš šatní (Pediculus humanus) je bezkřídlý druh hmyzu z podřádu vší (Anoplura). Všechny druhy vší jsou výhradními ektoparazity savců, na lidech parazitují dva rody, a to Pthirus a Pediculus (tento má pak dvě formy).
Veš šatní se zdržuje především na vláknech oblečení a přímý kontakt s hostitelem vyhledává pouze v případě nutnosti sání krve. Bez potravy vydrží maximálně 4–7 dní. Přenáší skvrnitý tyfus, zákopovou horečku a návratnou horečku. P. humanus má spolu s P. capitis (veš dětská) nejmenší genom z celé třídy hmyzu a to 108 Mb u samiček a 109 Mb u samců. Jsou to diploidní organismy se šesti chromosomy, v jejichž genomu nebyl nalezen žádný gen prokaryotického původu.

## Taxonomie
Veš šatní (Pediculus humanus, syn. P. corporis) z čeledi Pediculidae řadíme spolu s nejčastější vší dětskou (Pediculus capitis) a vší muňkou (Pthirus pubis) jindy nazývanou jako filcka a do podřádu vši (Anoplura). Ten spolu s podřádem všenky (Ischnocera a Amblycera) řadíme do řádu vši a všenky (Phthiraptera).

### Veš šatní vs. veš dětská (hlavová)
Ve skutečnosti se jedná o jeden jediný druh se dvěma odlišnými ekotypy, které se ale fyziologicky liší. Podle nejnovějších studií se odlišují, spíše než genetickou informací, způsobem její exprese, což vede ke změnám fenotypu. Tyto dva poddruhy jsou schopné navzájem v sebe v průběhu generací přecházet. U vší šatních byly objeveny podélné svaly v břišní oblasti, které se u vší dětských nevyskytují. Ty jsou naopak vybaveny více chitinizovanou tělní schránkou, jsou menší a tmavší se zřetelnějšími „zářezy“ na břiše. Při srovnání tykadel u obou typů zjišťujeme, že vši šatní je mají nápadně prodloužené. Odhaduje se, že k této změně došlo v důsledku přivyknutí na tmavší prostředí. Důležitým odlišovacím prvkem je pak větší výdrž při nepříznivých podmínkách pro život vší šatních, které jsou méně citlivé na hladovění, kladou více vajíček, ze kterých se procentuálně vylíhne více potomků (tedy nižší preimágní mortalita). Nicméně nízká teplota je naopak snesitelnější pro vši dětské. Znak, díky kterému pak každý z druhů dostal své jméno, je oblast na hostiteli, kde se ten který druh vyskytuje. U vši dětské je to hlava popř. vlasy, u vši šatní pak oblečení – švy, klopy, spodní prádlo.

## Morfologie

### Dospělec
Vši šatní mají 2–5 mm dlouhé tělo, vždy delší než širší a dorzoventrálně (od zad k břichu) zploštělé. Hlava je vždy užší než hruď a zadeček je velmi široký. Celkově jsou větší a zavalitější než vši dětské. Samička měří kolem 5 mm, sameček kolem 4 mm. Oči úplně chybí, částečně jsou nahrazeny třemi- až pětičlánkovými tykadly, která jsou na posledních článcích hustě inervovaná. Samičky mají první článek vždy o něco kratší. Ústní otvor sestává z věnce malých háčků sloužících k přichycení při sání a je lokalizován na vychlípitelném haustelu. Ústní orgány jsou tvořeny čtyřmi bodci obalenými rourkovitou pochvou. Jednotlivé články těla jsou ochlupené a pevně srostlé a po jejich stranách se nachází několik stigmat. Na břiše pak můžeme najít tzv. sternální destičku. Zadeček je složen z devíti viditelných článků. Poslední článek je u samců zaoblený, u samiček pro usnadnění páření dvoulaločný. Pářící orgán nazýváme edeagus – u samiček pak ústí ve dva vaječníky složený z pěti rourkovitých ovariol, u samce pak v párové semeníky. Nohy jsou tvořené holení a jediným chodidlovým článkem s pohyblivým drápkem. Při pohybu veš sevře chlup či vlas hostitele mezi výběžek holeně a drápek.

### Vajíčko
Vajíčka nazýváme hnidy a jsou 0,8–1 mm dlouhé a 0,3 mm široké a na horním pólu opatřené víčkem (operculum). Tyto hnidy jsou přilepeny k vláknům tkaniny pomocí speciální bílkovinné hmoty, přičemž dospělec má snahu je nalepit do co nejteplejších a nejvlhčích míst. Po vylíhnutí nymfy se prázdné obaly jeví bíle a zůstávají přilepené na tkanině.

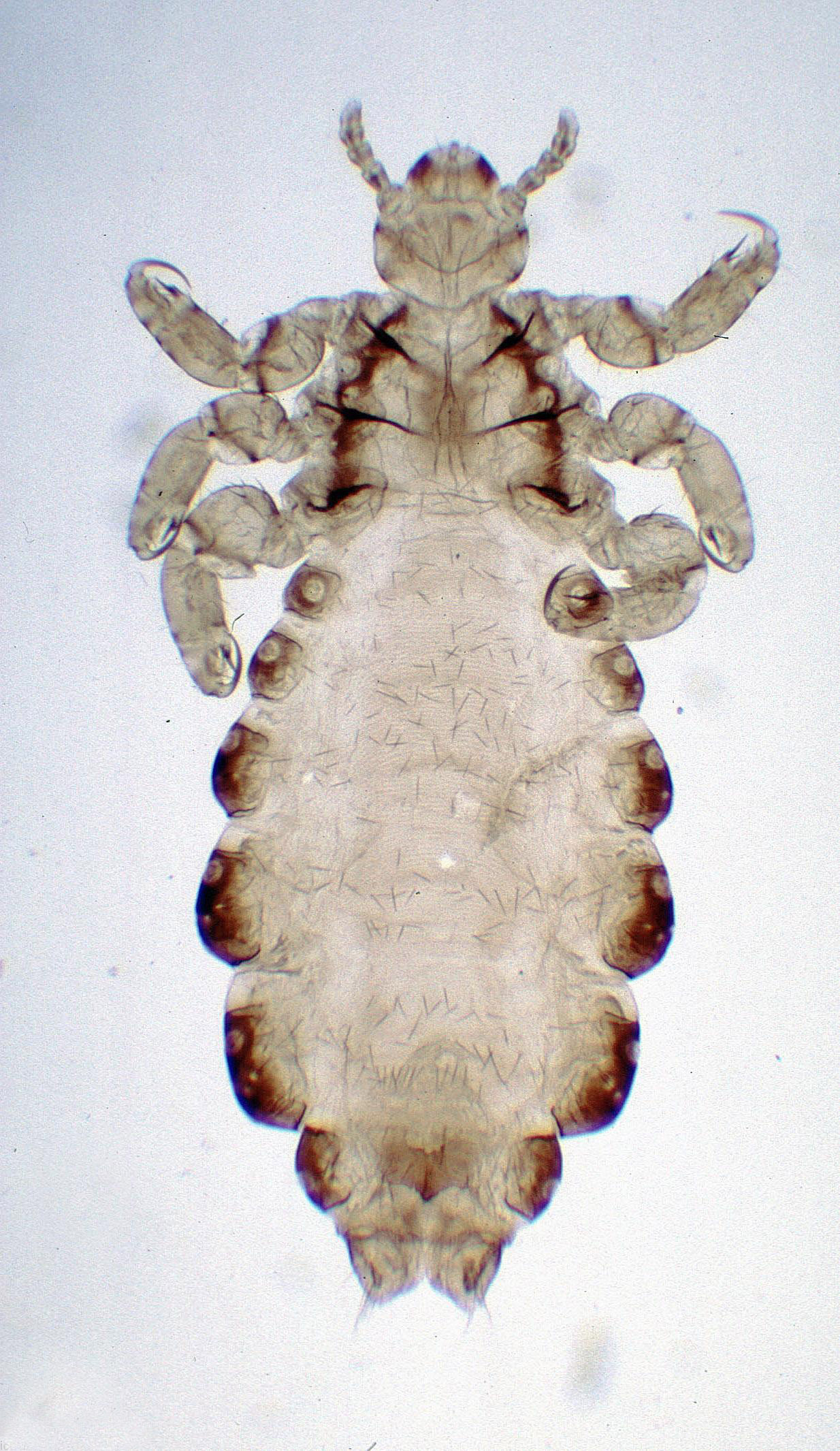
Dospělec
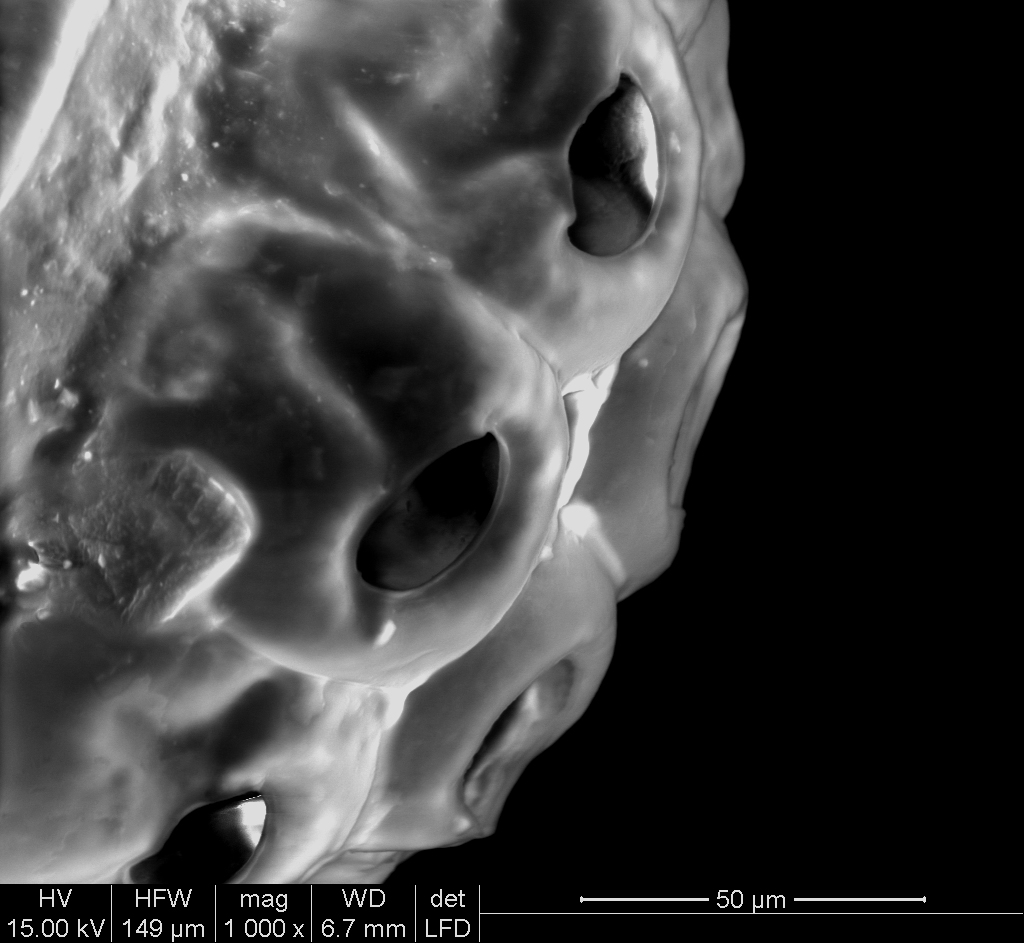
Vajíčko (Operculum)
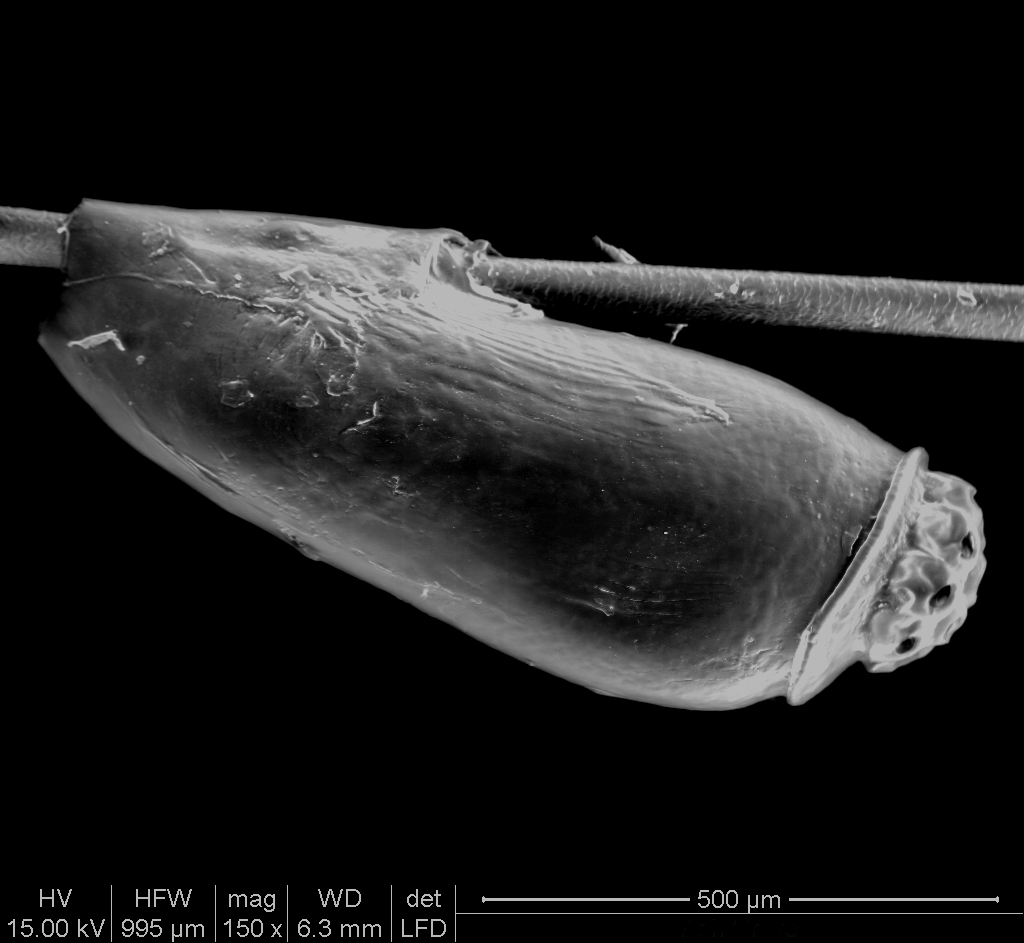
Vajíčko
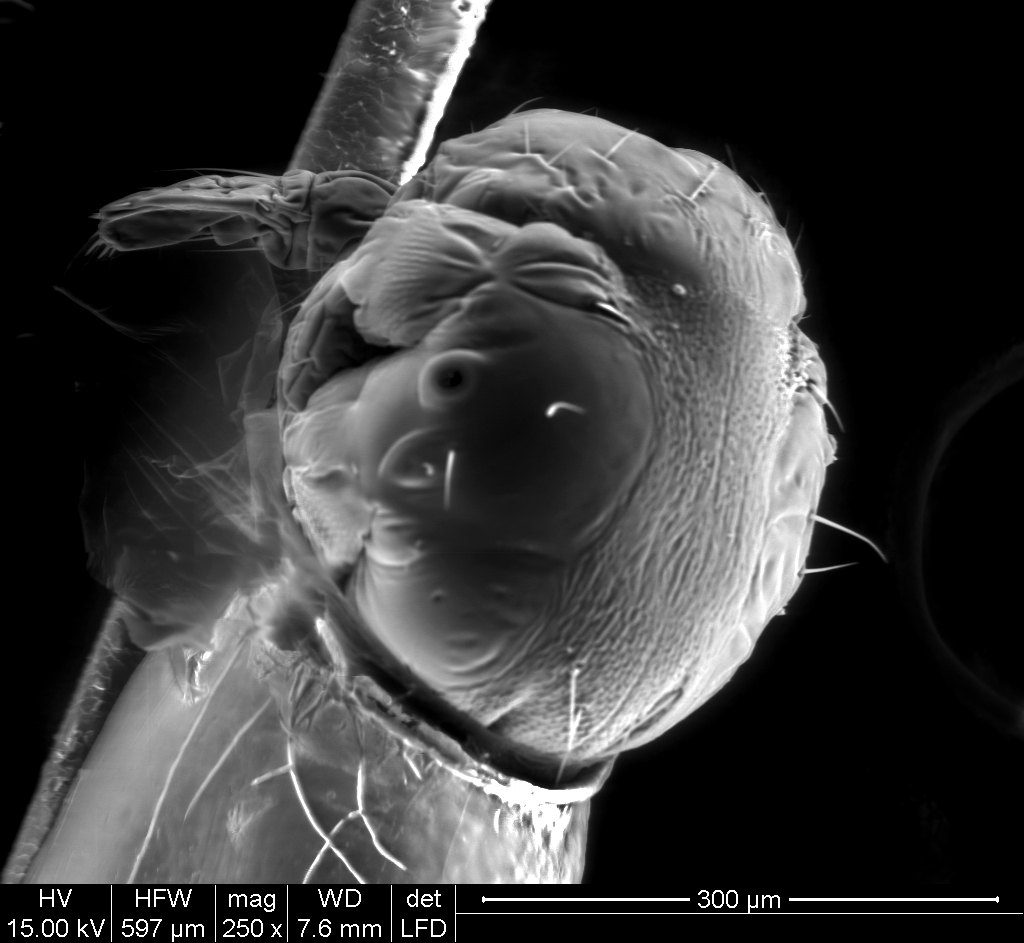
Vajíčko

## Přenos a hostitelská specifita
Vši se přenáší pouhým kontaktem hostitelů, nemusí dojít ani k dotyku a parazit se dostane z jednoho hostitele na druhého. K přenosu může také dojít při půjčování hygienických pomůcek jako je kartáč, hřeben, ručník, či při sdílení místa na spaní, kdy hostitel přichází do přímého kontaktu s podložkou, kde se mohou vyskytovat živí dospělí jedinci. Tento parazit je vysoce specifický – nenajdeme jej tudíž na žádném jiném hostiteli než na člověku, kde se specializuje na určité oblasti výskytu.

## Rozmnožování a vývoj
Životní cyklus vši šatní se označuje jako jednohostitelský a trvá kolem 40 dní. Dospělci se rozmnožují krátce po dosáhnutí dospělosti a následně i v celém zbytku života. K páření dochází na hostiteli a je iniciováno samečkem, který se vtiskne pod samičku a vystaví edeagus proti samičce a následně uvolní sperma, které oplodní vajíčka. Samička během vývoje ztratila orgán pro uchování spermatu (spermatheca neboli receptaculum seminis), proto musí před každým kladením vajíček dojít k páření. 24 hodin po spáření dochází ke kladení shluku vajíček na jednotlivá vlákna oblečení či do švů, ojediněle také na vlasy a chlupy. Samička vyprodukuje každý den kolem 5 – 14 vajíček (hnid). Za celý život je jich schopná naklást až 300. Ideální teplota pro jejich vývoj je 32–35 °C, při které se po šesti dnech vylíhnou cca 1 mm veliké nymfy. Vši náleží mezi hmyz s proměnou nedokonalou, proto tyto nymfy velice připomínají dospělce. Teplota je v této části vývoje velice důležitým parametrem – dojde-li k poklesu pod 22 °C, vývoj se zastaví a může stagnovat až 35 dní.
Nymfy (larvy) se po 7–10 dnech a dvou dalších svlékáních, při kterých se vyvíjí do dalších dvou larválních stádií, vyvinou v dospělého jedince. Celý tento cyklus tráví vši kvůli dostatku potravy v blízkosti svého hostitele. Z hlediska trávení a výživy jsou pro vši nezbytné symbiotické bakterie a houby, které se nacházejí ve speciálních orgánech – mycetomech – v blízkosti vaječníků. Tyto bakterie zajišťují výrobu látek esenciálních pro život vší, které veš není schopna získat z bohaté, ale jednostranné stravy krve hostitele.
Populace složená pouze ze vší šatních je však velmi ojedinělá – velmi často se kříží se vší dětskou a tyto populace se tedy překrývají.

## Význam pro člověka
Veš šatní, stejně jako veš dětská, napadá člověka, ale jako jediná je vektorem pro různá vážná onemocnění jako je skvrnitý tyfus (neboli skvrnivka epidemická), zákopová horečka (Volyňská horečka) a návratná horečka. To především kvůli tomu, že veš šatní má velmi redukovanou fagocytickou aktivitu imunitního systému. Při sání, které u každého jedince proběhne až pětkrát denně, veš vylučuje do těla hostitele biologicky aktivní proteiny jako antikoagulanty a anestetika. Tyto látky po třech až čtyřech týdnech po bodnutí mohou vyvolat alergickou reakci, která se projevuje jako svědění infikovaného místa.

### Skvrnitý tyfus

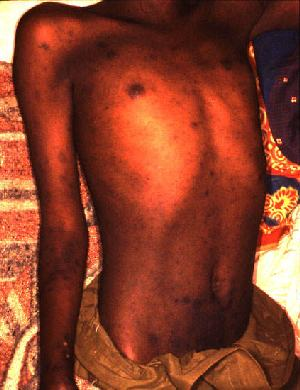
Skvrnitý tyfus

Toto onemocnění je způsobeno obligátním nitrobuněčným parazitem Rickettsia prowazekii. Je přenosné pouze z člověka na člověka pomocí patogenů přítomných ve výkalech vší šatních. Tyto patogeny, které jsou infekční až tři měsíce, jsou buď vdechnuty nebo se dostanou do kontaktu s otevřenou ránou a tím pak do krevního oběhu.

### Zákopová horečka
Onemocnění způsobené bakterií Rochalimaea quintana je přenášeno velice podobně jako tyfus.

### Návratná horečka
Horečka způsobená bakterií Borrelia recurrentis se na rozdíl od předchozích dvou onemocnění přenáší především vylitím celého obsahu těla při rozdrcení vší mezi prsty či zuby a následným kontaktem s otevřenou ránou či vlhkou sliznicí (např. ústa).
Při silném napadení vší šatní se objevuje tzv. morbus errora, kdy pokožka v oblasti výskytu vší velmi ztmavne.

## Historie
Latinské pojmenování Phthiraptera pochází ze třech řeckých slov: phtheir = veš, a = ne, pteron = křídlo, tedy v přesném překladu bezkřídlá veš. Vynechané "h" u druhového jména Pthirus pubis je dílem náhody, kdy pan Linnaeus vytvořil tuto novou skupinu z původní skupiny pediculus a toto písmeno on, nebo jeho zapisovatel, opomněl. Později byl název opraven, nicméně podle mezinárodních pravidel je vyžadován název původní – proto tedy Pthirus pubis. Vši obecně velice formovaly dějiny lidstva, jelikož hrají velikou roli jakožto vektory pro tyfus, zákopovou a návratnou horečku. Tyto nemoci, stejně jako vši, pak doprovázely celé populace za zhoršených hygienických podmínek a to například při světových válkách. V dnešní době jsou tyto nemoci omezeny, díky zlepšení a udržování hygienických podmínek, především na rozvojové země.
Vši šatní se podle všech informací poprvé objevily zhruba před 50 000 lety a opakovaně vznikají ze vši dětské, a to především díky evoluci člověka, který se tou dobou začal více oblékat. Došlo tedy k přesunu vší z hlavy na oblečení. Výskyt vší parazitujících na člověku byl zaznamenán téměř po celém světě, z čehož se dá usuzovat, že člověk a veš se spolu vyvíjeli po staletí. Nejstarší hnida byla nalezena v severovýchodní Brazílii v archeologických vykopávkách a byla datována na 8000 l. př. n. l.